# Hacıveliler, Ayvalık
Hacıveliler là một xã thuộc huyện Ayvalık, tỉnh Balıkesir, Thổ Nhĩ Kỳ. Dân số thời điểm năm 2010 là 149 người.